# 常盤祐貴
常盤祐貴（ときわ ゆうき 、1991年8月16日 - ）は、日本の俳優、声優。兵庫県出身。以前は劇団ひまわりに所属していた。

## 人物
映画「ハリー・ポッターシリーズ」におけるロン・ウィーズリーの日本語吹き替えで知られる。
現在は声優業を引退しているが、2019年にはゲーム「ハリー・ポッター:魔法同盟」にてロン役の吹き替え、2022年には「ハリー・ポッター20周年記念: リターン・トゥ・ホグワーツ」でルパート・グリントの吹き替えとしてそれぞれ参加している。

## 出演
太字はメインキャラクター。

### テレビドラマ
- 星に願いを（1998年4月1日、NHK）
- 新・腕におぼえあり 第8話「盗む子供」（1998年10月30日、NHK）
- ウルトラマンガイア 第39話「悲しみの沼」（1999年6月5日、MBS） - 名連村の小学生役
- スキッと一心太助 第7話「タライが行く!」・第16話「恋する男の心意気」（1999年10月22日・2000年1月14日、NHK）
- 一絃の琴 第14話「弟子」・第15話「再会」・第16話「亀裂」（2000年7月3日・7月10日・7月16日、NHK）
- 怖い日曜日 第7話「観覧車」「ブラックリスト」（2000年8月13日、日本テレビ）
- オヤジぃ。 第1話「怒れ! ガンコ親父」（2000年10月8日、TBS）
- 大河ドラマ「北条時宗」第6話「博多恋心」（2001年2月11日、NHK） 佐志勇役
- 非婚家族 第5話「新しい家族のカタチに向けて」（2001年8月2日、フジテレビ）的場翔太（泉澤祐希）が民宿で出会った家族の長男役
- 柳橋慕情 第3話「噂のふたり」第7話「悲情の街角」(2000年9月4日,10月16日、NHK）
- 編集王 第1話（2000年10月10日、フジテレビ）
- 眠れぬ夜を抱いて〜（2002年、テレビ朝日）

### テレビアニメ
- 週刊ストーリーランド（1999年、和雄、佐藤大介、サトシ）
- ウミガメと少年（2002年、哲夫）
- サイボーグ009 THE CYBORG SOLDIER（2002年、パル、弟）

### ゲーム
- アドベンチャーオブ東京ディズニーシー〜失われた宝石の秘密（2001年、フランダー）
- キングダム ハーツ（2002年、ピノキオ、フランダー）
- ハリー・ポッター:魔法同盟（2019年、ロン・ウィーズリー[3]）

### 吹き替え

#### 担当俳優
ルパート・グリント
- ハリー・ポッターシリーズ（2001年 - 2011年、ロン・ウィーズリー）
  - ハリー・ポッターと賢者の石
  - ハリー・ポッターと秘密の部屋
  - ハリー・ポッターとアズカバンの囚人
  - ハリー・ポッターと炎のゴブレット
  - ハリー・ポッターと不死鳥の騎士団
  - ハリー・ポッターと謎のプリンス
  - ハリー・ポッターと死の秘宝 PART1
  - ハリー・ポッターと死の秘宝 PART2

- ハリー・ポッター20周年記念: リターン・トゥ・ホグワーツ（2022年、本人）

ダリル・サバラ
- スパイキッズシリーズ（2001年 - 2011年、ジュニ・コルテス）
  - スパイキッズ
  - スパイキッズ2/失われた夢の島
  - スパイキッズ3-D:ゲームオーバー
  - スパイキッズ4D:ワールドタイム・ミッション

#### 映画
- ライフ イズ ビューティフル（1998年、アスミック・エース）（ジョズエ）
- 蝶の舌（1999年、アスミック・エース）（モンチョ）
- ベッドの下はふしぎの国（1999年、ブエナビスタ・インターナショナル）（ダーウィン・マコースランド）
- サイダーハウス・ルール（1999年、アスミック・エース）（ホーマー・ウェルズ）
- キッド（2000年、ブエナビスタ・インターナショナル）（ラスティ）
- A.I.（2001年、ワーナー・ブラザース）（デビット）
- パール・ハーバー（2001年、ブエナビスタ・インターナショナル）（幼少期のダニー）
- ハムナプトラ2/黄金のピラミッド（2001年、UIP）（アレックス）（DVD版）
- ホーム・アローン4（2002年、20世紀フォックス） （ケビン・マカリスター）
- ニコラスの贈りもの（ニコラス）（テレビ版）
- サンタクロース・リターンズ! クリスマス危機一髪（2002年、ブエナビスタ・インターナショナル)(カーティス）

#### アニメ
- ドラゴン・テイルズ （1999年、エンリケ）
- ミッキーのクリスマスの贈りもの（1999年、マックス）
- ラマになった王様（2001年、ティポ）
- ハウス・オブ・マウス（2002年、ピノキオ）
- サンダーバニー ふわふわストーリー ビビ・リトルのレインボーデー（2002年）
- ピーター・パン2 ネバーランドの秘密（2002年、カビー）
- ミッキーのクリスマスキャロル（2002年、ティム）

### ラジオドラマ
- 戦争童話集（2002年8月10日,11日、NHK-FM）
- アンチノイズ（2002年2月23日,10月ドキュメンタリー5日(再)、NHK-FM）
- 赤い月（2002年、NHK-FM）公平役
- 青春アドベンチャー「王の眠る丘」（2001年、NHK-FM）

### CM
- 東洋水産

### その他のコンテンツ
- 東京ディズニーランド
  - ピーターパン空の旅（カビー）